# Тројенбрицен
Тројенбрицен (њем. Treuenbrietzen) град је у њемачкој савезној држави Бранденбург. Једно је од 38 општинских средишта округа Потсдам-Мителмарк. Према процјени из 2010. у граду је живјело 8.001 становника. Посједује регионалну шифру (AGS) 12069632.

## Географски и демографски подаци
Тројенбрицен се налази у савезној држави Бранденбург у округу Потсдам-Мителмарк. Град се налази на надморској висини од 59 метара. Површина општине износи 211,3 km². У самом граду је, према процјени из 2010. године, живјело 8.001 становника. Просјечна густина становништва износи 38 становника/km².